# Třída Rigel
Třída Rigel je lodní třída oceánografických podpůrných lodí indonéského námořnictva. Postaveny byly dvě jednotky této třídy.

## Stavba
Třídu postavila francouzská loděnice OCEA v Les Sables d'Olonne. Kontrakt ve výši 100 milionů amerických dolarů na stavbu dvou výzkumných lodí byl zadán v říjnu 2013. Plavidla byla do služby přijata roku 2015.
Jednotky třídy Rigel:
| Jméno           | Spuštěna          | Vstup do služby | Status  |
| --------------- | ----------------- | --------------- | ------- |
| KRI Rigel (933) | 11. prosince 2014 | 11. března 2015 | aktivní |
| KRI Spica (934) | 3. srpna 2015     | 17. října 2015  | aktivní |

## Konstrukce
Plavidla jsou postavena především ze slitin hliníku. Posádku tvoří 30 námořníků a až 16 dalších osob (vědci). Plavidla nesou sonary Kongsberg EA 600, EM 2040, EM 302, přičemž k podmořskému mapování slouží sonar Kongsberg GeoAcoustics Sonar 2094. Jsou vybavena dálkově ovládanou miniponorkou Kongsberg Maritime Hugin 1000, která se může ponořit do hloubky až 1000 metrů. Pouze Spica má na palubě ještě dálkově ovládanou miniporkou Ocean Modules V8, vybavenou robotickou paží pro vyzvedávání předmětů z mořského dna.
Obrannou výzbroj tvoří jeden 20mm kanón Rheinmetall a dva 12,7mm kulomety.
Pohonný systém tvoří dva diesely MTU 8V 400 M53 pohánějící dva lodní šrouby s pevnými lopatkami. Nejvyšší rychlost dosahuje 14 uzlů. Dosah je 4400 námořních mil při rychlosti 12 uzlů. Autonomie je 20 dnů. 